# Aleš Brichta
Aleš Brichta (* 9. srpna 1959 Praha) je český metalový zpěvák, textař, skladatel a autor výtvarných návrhů. Zakládající člen a v letech 1982 až 2002 vůdčí osobnost české thrash metalové skupiny Arakain. Od roku 2013 vystupuje pouze se svou sólovou kapelou Aleš Brichta Project.

## Hudební kariéra
Roku 1982 s Jiřím Urbanem a Miroslavem Nedvědem založili tehdy heavy metalovou kapelu Arakain, kterou pak následně opustil až 15. května 2002 u příležitosti koncertu ke dvacátému výročí založení kapely v pražské Lucerně. 
Nahradil ho Petr Kolář, později Jan Toužimský. Proč to udělal, je už zjištěno, dle jeho vlastních slov to bylo kvůli osobním neshodám s Jiřím Urbanem v souvislosti s jeho sólovou kariérou. Jiří Urban řekl po koncertě 20 let natvrdo, že Brichtovi nebude dělat žádnou reklamu. Na pozvání Arakainu zpíval na koncertě s Arakainem v pražské O2 Aréně. K pětadvacátému výročí na koncertu XXV Eden sice zazpíval, ale rovněž z neobjasněných důvodů se definitivně zřekl jakékoli další spolupráce. V roce 2005 založil vlastní skupinu ABBAND (Aleš Brichta Band), do které sdružil své dřívější spolupracovníky jako Mirka Macha nebo Karla Adama. V roce 2008 byl posluchači českého Radia Beat zvolen v kategorii „Osobnost“ do Beatové síně slávy.
K padesátinám Aleše Brichty vznikla v roce 2009 nahrávka AB 50 - A Tribute to Aleš Brichta. V roce 2011 došlo v ABBANDu k obrovské personální změně, která se téměř rovnala rozpadu nebýt toho, že velmi záhy nastoupila sestava nová s jednoduchým názvem Aleš Brichta. Během roku 2012 souběžně s Arakainem absolvoval výroční turné Arakain memoriál a 17. října 2012 uskutečnil ve Slovanském domě koncert 30 let na scéně. V roce 2013 vyšlo album Údolí sviní, ale už pod seskupením Aleš Brichta Project, které hudebně zní jako předešlé album Deratizer. Album se textově zabývá problematikou v Česku. 17. dubna 2013 se v pražském Paláci Akropolis uskutečnil křest alba a zároveň šlo do prodeje prvních 500 očíslovaných kusů.
Dne 17. října 2023 vystoupil jako host v pražském klubu Futurum se skupinou Niakara, což je nová skupina baskytaristy Zdeňka Kuba, kde si po 21 letech zahráli spolu na pódiu.

## Soukromý život
Původní profesí je ekonom, studoval 2 roky průmyslovou školu, ale byl vyhozen a vystudoval hotelovou školu a poté Vysokou školu ekonomickou se zaměřením na zahraniční obchod. V 80. letech byl ve vedení KD Barikádníků (tzv. Barča) ve Strašnicích, kde organizoval kulturní program. V tomto období zařídil koncerty mnoha českých i zahraničních bigbítových kapel a měl velký podíl na rozvoji metalové scény v Československu.
V roce 1976 při autonehodě proletěl čelním sklem a pořezal si obličej. Následkem bylo 70 stehů a ztráta levého oka. V roce 1978 mu vytvořili oko umělé, které má dosud. Ale už tehdy mu lékař doporučil nosit černé brýle, které mu pomáhaly hlavně psychicky, dále také snižují riziko vzniku šerosleposti a kromě toho jsou dioptrické. V roce 2025 oznámil, že vlivem šedého zákalu ztratil zrak i na pravé oko a zcela oslepl.
Z prvního manželství má dvě děti, syna Aleše ml. a dceru Michaelu. Dne 16. června 2016 se oženil podruhé, vzal si svou o 23 let mladší polskou partnerku Joannu.

## Diskografie

### Sólová dráha
Studiová alba
- Růže pro Algernon (1994)
- Ráno ve dveřích Armády spásy (1996)
- Hledač pokladů (1998)
- American Bull (2001)
- Anděl posledního soudu (2003)
- Legendy 2 (2004)

Kompilace
- Dívka s perlami ve vlasech - Best Of (2002)
- Best Of: Beatová síň slávy (2008)

DVD
1. Aleš Brichta 12 × (2001)

### Arakain
Demonahrávky
1. Nesmíš to vzdát (1987)
2. Vzpomínky (1988)

Singly
- Nechte vlajky vlát (2000)

- Ku-Klux-Klan/Orion (1989)
- Proč? (1989)
- Schizofrenie (1991)
- Zase spíš v noci sama (1992)
- Páteční flám (1996)
- Ztráty a nálezy (1997)

Studiová alba
- Thrash The Trash (1990)
- Schizofrenie (1991)
- Black Jack (1992)
- Salto Mortale (1993)
- Thrash! (1994)
- Legendy (1995)
- S.O.S. (1996)
- Apage Satanas (1998)
- Farao (1999)
- Forrest Gump (2001)
- Archeology (2002)

Kompilace
- 15 Vol.1 (1997)
- 15 Vol.2 (1997)
- 15 Vol.1 & 2 (1998)
- Balady (2003)

Živá alba
- History Live (1992)
- Gambrinus Live (2000)
- XXV Eden (2007)

DVD
- 15 (1997)
- Gambrinus Live (1999)
- 20 let na tvrdo (2002)

### Grizzly
Studiová alba
- !New Spirit! (2003)

### Aleš Brichta Band
Studiová alba
- Divadlo snů (2006)
- Nech si to projít hlavou (2007)
- Deratizer (2009)
- Grizzly (2010)

Živá alba
- 50 TESLA ARENA-TRUE LIVE (2009)

### Aleš Brichta Project
Studiová alba
- Údolí sviní (2013)
- Anebo taky datel (2015)

### Aleš Brichta Trio
Studiová alba
- Papírovej drak (2014)

### Zemětřesení
Studiová alba
- Zemětřesení (1993)

DVD
- Live (2001)

### Hattrick
Studiová alba
- Hattrick (2000)
- Hattrick I.+II. (2004)

### Vedlejší kompilace
- Dej mi víc...Olympic (1992)
- Souhvězdí Gott (1999)
- Karel Gott 70 [TV koncert] (2009)

### Muzikály
- 1994 Jesus Christ Superstar

## Zajímavosti
- Aleš Brichta je příbuzný ruského válečného malíře Vasilije Vasiljeviče Věreščagina (1842–1904), jehož obraz Apoteóza války je použit na obale alba Farao, a vědce a průmyslníka Nikolaje Vasiljeviče Věreščagina (1839–1907). Bratři Vereščaginové byli strýcové Brichtova dědečka.[10]
- Brichtovými synovci jsou kytarista kapely Dymytry Jiří Urban mladší a Štěpán Urban. Brichtova první manželka je sestra jejich matky. Kytarista Arakainu Jiří Urban je Brichtův švagr.

## Citát
| „                                 | Hrůza, jak se těšíš když jsi takhle podved' svoji práci Na ten krásnej pocit na opasek připnout něčí skalp Musíš asi věřit že měl Jidáš smysl pro legraci Tak se ukaž – kdo jsi? Na tvou počest vystřelí pár salv | “ |
| — Aleš Brichta, Amadeus (1988/89) | |   |